# Jacob Ondrejka
Jacob Ondrejka (* 2. September 2002 in Landskrona) ist ein schwedischer Fußballspieler, der aktuell bei Parma Calcio 1913 unter Vertrag steht. 2023 debütierte der Außenstürmer in der schwedischen A-Nationalmannschaft.

## Sportlicher Werdegang

### Verein
Ondrejka begann seine fußballerische Ausbildung beim BK Landora. Bis 2019 spielte er anschließend bei Landskrona BoIS. Sein Debüt für die erste Mannschaft machte er gegen den FC Trollhättan, nachdem er 20 Minuten vor Schluss ins Spiel kam. Am vierten Spieltag stand er in der Startelf gegen Åtvidabergs FF und schoss bei einem 5:0-Sieg sein erstes Tor in der dritten Liga. In der gesamten Saison spielte er 24 Mal und verpasste mit seinem Team in der Relegation gegen Östers IF den Aufstieg. Vor der Spielzeit 2020 wechselte er zum Erstligisten IF Elfsborg. Bei einem 1:0-Sieg über den IFK Göteborg debütierte er nach Einwechslung für Rasmus Alm am ersten Spieltag. Gegen Mjällby AIF schoss er das letzte Tor seines Vereins und das erstes in seiner Profikarriere. 2020 kam er insgesamt zu 23 Spielen und einem Tor wettbewerbsübergreifend. Am 29. Juli 2021 spielte er seine erste internationale Partie in der Conference-League-Qualifikation bei einem 5:0-Sieg über den FC Milsami.
Bereits Mitte April 2023 wurde sein Wechsel zur neuen Saison zum belgischen Erstdivisionär Royal Antwerpen vereinbart, bei dem er einen Vertrag mit einer Laufzeit von fünf Jahren unterschrieb. Direkt bei seinem Debüt am 23. Juli 2023 konnte er durch einen Sieg im Elfmeterschießen gegen den KV Mechelen, wobei er in der Startelf stand, mit seinem neuen Team den Supercup gewinnen. In seiner ersten Saison bestritt er 23 von 40 möglichen Ligaspielen, in denen er fünf Tore schoss, drei Pokalspiele, zwei Spiele in der Qualifikation zur Champions League und das gewonnene Spiel zum Supercup.
Von Mitte September 2023 bis Jahresende fiel er infolge einer Fraktur aus.
Im Januar 2025 wechselte Ondrejka zu Parma Calcio 1913.

### Nationalmannschaft
Im Frühjahr 2022 debütierte Ondrejka in der schwedischen U21-Nationalmannschaft, als er gemeinsam mit Isak Jansson erstmals berufen wurde. Bei der 0:2-Niederlage gegen Irland kam er als Einwechselspieler für Paulos Abraham zum Einsatz. Im Verlauf der anschließenden Allsvenskan-Spielzeit 2022 etablierte er sich als Stammspieler – hatte er in der Vorsaison bei 28 Saisoneinsätzen nur sechs Mal in der Startelf gestanden, so war er nun in allen 30 Saisonspielen auf dem Feld und dabei in der zweiten Saisonhälfte regelmäßig in der Anfangself gestanden. Im Herbst kam er daher erneut in der U-21-Auswahl zum Einsatz, beim 2:2-Remis gegen Dänemark am 17. November 2022 erzielte er dabei mit dem Treffer zum Endstand seinen ersten Länderspieltreffer. Knapp drei Wochen später gehörte er zum Kader der A-Nationalmannschaft für ihre traditionellen Winterländerspiele im Januar, bei der vornehmlich Spielern aus nordeuropäischen Ligen berufen werden. Bei seinem Debüt anlässlich eines 2:1-Erfolgs über Island am 12. Januar 2023 im Estádio Algarve erzielte er in der Nachspielzeit den Siegtreffer.

## Erfolge
Royal Antwerpen
- Belgischer Supercup-Sieger: 2023